# Federazione cestistica del Ruanda
La Fédération Rwandaise de Basketball Amateur è l'ente che controlla e organizza la pallacanestro in Ruanda.
La federazione controlla inoltre la nazionale di pallacanestro del Ruanda e ha sede a Kigali.
È affiliata alla FIBA dal 1977 e organizza il campionato di pallacanestro del Ruanda.